# Duskamma
Duskamma era una fortalesa a la Còlquida clàssica, segurament propera a Aripsa, que pertanyia a Anniya, rei d'Azzi i Hayasa a finals del segle xiv aC.
Mursilis II, rei dels hitites va atacar Azzi. Després de la conquesta d'Aripsa, Duskamma també va ser assaltada, i es va rendir voluntàriament.